# Landolt (Familienname)
Landolt ist ein Schweizer Familienname.

## Bedeutung des Namens
Landolt war ursprünglich ein männlicher Taufname, eine Zusammensetzung von ahd. land ‘Land, Gegend, Gebiet’ und *walto ‘Gewalthabender’, zu ahd. waltan ‘Gewalt haben, herrschen’. Der Taufname konnte als Vatername (Patronym) fungieren und wurde so schliesslich zum Familiennamen.

## Herkunft, Bürgerorte
Die heute existierenden Schweizer Geschlechter gehen auf zwei historisch verschiedene Geschlechter zurück, deren eines im Zürcher Weinland (besonders Kleinandelfingen) und deren anderes im glarnerischen Näfels beheimatet ist. Die in der Stadt Zürich (ab 1370 bezeugt), in der Enge, in Thalwil und in Adliswil beheimateten Landolt stammen ursprünglich von der Näfelser Familie ab, sind aber alle schon seit dem Spätmittelalter in den jeweiligen zürcherischen Gemeinden eingebürgert. Überdies besitzt auch ein Zweig des Kleinandelfinger Geschlechts seit 1875 das Stadtzürcher Bürgerrecht (damals von der Stadt Zürich dem Forstwissenschafter Elias Landolt geschenkt). Die Aargauer Landolt gehen ursprünglich auf die Weinländer Landolt, die Berner und Westschweizer Landolt ursprünglich auf die Stadtzürcher und Engemer Landolt zurück.

## Häufigkeit
Mit 2796 Vertretern ist Landolt der 291. häufigste Familienname in der Schweiz (Stand: 2022); davon alleine 451 im Kanton Glarus, wo Landolt der zweithäufigste Name des Kantons ist.

## Namensträger
- Adolf Landolt (1907–1973), Schweizer Politiker (SP)
- Alice Landolt (1883–1970), Schweizer Pianistin
- Christoph Landolt (* 1966), Schweizer Sprachwissenschaftler und Lexikograph
- Edmund Landolt (1846–1926), Schweizer Ophthalmologe
- Elias Landolt (Forstwissenschaftler) (1821–1896), Schweizer Forstwissenschaftler
- Elias Landolt (Botaniker) (1926–2013), Schweizer Geobotaniker
- Elmar Landolt (* 1962), Schweizer Fussballspieler
- Emil Landolt (1895–1995), Schweizer Politiker (FDP)
- Ernst Landolt (* 1953), Schweizer Politiker (SVP)
- Fridolin Josef Landolt (1806–1880), Schweizer Jurist
- Franz Landolt (Politiker, 1901) (1901–1965), Schweizer Politiker (SP)
- Franz Landolt (Politiker, 1958) (* 1958), Schweizer Politiker (GLP), Mitglied des Glarner Landrates
- Fritz Landolt (1891–1967), Schweizer Politiker, Regierungsrat Glarus
- Hans Heinrich Landolt (1831–1910), Schweizer Chemiker
- Heinrich Landolt (* 1943), Schweizer Entwicklungshelfer und Schriftsteller
- Joachim Landolt (vor 1540–1602), deutscher Theologe und Kanoniker
- Johann Heinrich Landolt (auch Hans Heinrich Landolt; 1763–1850), Schweizer Politiker
- Jules Landolt (1930–2005), Schweizer Politiker (CSP, CVP)
- Karl Landolt (1925–2009), Schweizer Maler
- Markus Landolt (* 1961), Schweizer Unternehmer und Politiker (CVP)
- Markus Andreas Landolt (* 1962), Schweizer Psychologe und Autor
- Martin Landolt (* 1968), Schweizer Politiker (SVP, BDP)
- Meinrad Landolt (* 1967), Schweizer Handballspieler
- Patrick Landolt (* 1988), Schweizer Politiker (FDP), Mitglied des Glarner Obergerichts
- Patrik Landolt (* 1956), Schweizer Musikjournalist und Musikproduzent
- Reto Landolt (* 1992), Schweizer Schwinger
- Robert Landolt (1907–2004), Schweizer Architekt
- Salomon Landolt (1741–1818), Schweizer Politiker
- Samuel Landolt (1803–1880), Schweizer Verleger, Journalist und Buchdrucker